# Gloria Montenegro
Pour les articles homonymes, voir Montenegro (homonymie).
Gloria del Carmen Montenegro Rizzardini, née le 16 juillet 1943, est une botaniste, biologiste, universitaire et scientifique chilienne. Elle est professeure de botanique à l'université pontificale catholique du Chili. En 1998, elle remporte le prix L'Oréal-Unesco pour les femmes et la science. Elle a entrepris un travail de pionnière en botanique et en conservation de la flore indigène, à l'aide de méthodes scientifiques pour protéger les plantes des écosystè,kjoimes,,.